# هم‌خطی

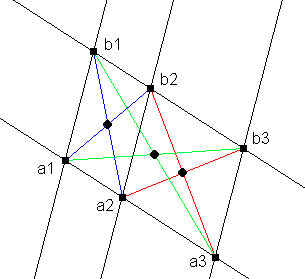
تصویری از هم‌خطی نقاط. نقاطی که روی یک خط قرار دارند، هم‌خط هستند.

در هندسه، هم‌خطی ویژگی مجموعه‌ای از سه نقطه یا بیشتر است که فقط روی تک خطی قرار بگیرند. مجموعهٔ نقاطی که چنین خاصیتی داشته باشند را هم‌خط می‌گویند.
در هندسه تحلیلی یک مجموعهٔ سه یا چند نقطه‌ای در فضای nبُعدی هم‌خط است اگر و تنها اگر ماتریس مختصات این نقاط از رتبهٔ ۱ یا کمتر باشد.